# Champ pétrolifère de La Hocha
Le champ pétrolifère de La Hocha est un champ pétrolifère situé dans le département d'Huila, en Colombie, dans le bassin supérieur du río Magdalena. 

## Histoire
Le champ pétrolifère de La Hocha fut découvert en février 2002.

## Production
Le champ pétrolifère de La Hocha est exploité par Hocol, un consortium colombo-saoudien. La production était en 2003 de seulement 500 barils par jour.